# Polisportiva Adolfo Consolini 2019-2020
Questa voce raccoglie le informazioni riguardanti la Polisportiva Adolfo Consolini nelle competizioni ufficiali della stagione 2019-2020.

## Organigramma societario
Area direttiva
- Presidente: Stefano Manconi

Area tecnica
- Allenatore: Stefano Saja
- Allenatore in seconda: Alessandro Zanchi

## Rosa
| N° | Nome                | Ruolo | Data di nascita   | Nazionalità sportiva |
| -- | ------------------- | ----- | ----------------- | -------------------- |
| 1  | Giulia Bresciani    | L     | 27 settembre 1992 | Italia               |
| 3  | Linda De Bellis     | O     | 29 maggio 2001    | Italia               |
| 5  | Ilaria Battistoni   | P     | 22 aprile 1996    | Italia               |
| 6  | Salimatou Coulibaly | S     | 22 ottobre 1995   | Italia               |
| 7  | Greta Pinali        | S     | 2 aprile 1997     | Italia               |
| 8  | Giulia Saguatti     | S     | 20 novembre 1991  | Italia               |
| 9  | Asia Bonelli        | P     | 4 settembre 2000  | Italia               |
| 10 | Alice Pamio         | S     | 15 gennaio 1998   | Italia               |
| 12 | Alessia Mazzon      | C     | 18 agosto 1998    | Italia               |
| 13 | Greta Mandrelli     | L     | 3 luglio 2002     | Italia               |
| 14 | Francesca Saveriano | P     | 28 giugno 1993    | Italia               |
| 15 | Anna Gray           | C     | 15 novembre 1996  | Italia               |
| 17 | Clara Decortes      | O     | 7 marzo 1996      | Italia               |
| 18 | Giuditta Lualdi     | C     | 13 settembre 1995 | Italia               |

## Risultati

### Serie A2

#### Regular season

##### Girone di andata
| 1ª giornata - 6 ottobre 2019 PalaPaganelli, Sassuolo                     | Academy Sassuolo | 1 - 3 | Adolfo Consolini     | 20-25, 17-25, 25-20, 23-25        |
| 2ª giornata - 13 ottobre 2019 Palazzetto dello sport, S. Giovanni in M.  | Adolfo Consolini | 3 - 1 | Talmassons           | 25-18, 25-22, 22-25, 25-12        |
| 3ª giornata - 20 ottobre 2019 Palazzetto dello sport, Pinerolo           | Pinerolo         | 2 - 3 | Adolfo Consolini     | 23-25, 10-25, 25-17, 28-26, 15-17 |
| 4ª giornata - 27 ottobre 2019 Palazzetto dello sport, S. Giovanni in M.  | Adolfo Consolini | 3 - 0 | Montale              | 25-21, 25-22, 25-18               |
| 5ª giornata - 30 ottobre 2019 Centro Pavesi, Milano                      | Club Italia      | 1 - 3 | Adolfo Consolini     | 18-25, 21-25, 25-23, 17-25        |
| 6ª giornata - 3 novembre 2019 PalaCesari, Cutrofiano                     | Cutrofiano       | 0 - 3 | Adolfo Consolini     | 29-31, 17-25, 16-25               |
| 7ª giornata - 10 novembre 2019 Palazzetto dello sport, S. Giovanni in M. | Adolfo Consolini | 3 - 0 | Soverato             | 25-22, 25-10, 25-20               |
| 8ª giornata - 17 novembre 2019 Palazzetto dello sport, S. Giovanni in M. | Adolfo Consolini | 3 - 0 | Libertas Martignacco | 25-11, 25-21, 25-13               |
| 9ª giornata - 24 novembre 2019 Geopalace, Olbia                          | Hermaea          | 1 - 3 | Adolfo Consolini     | 19-25, 20-25, 25-19, 21-25        |

##### Girone di ritorno
| 10ª giornata - 1º dicembre 2019 Palazzetto dello sport, S. Giovanni in M. | Adolfo Consolini     | 3 - 0 | Academy Sassuolo | 25-21, 25-21, 25-18               |
| 11ª giornata - 8 dicembre 2019 Palestra comunale, Talmassons              | Talmassons           | 1 - 3 | Adolfo Consolini | 13-25, 26-24, 22-25, 24-26        |
| 12ª giornata - 15 dicembre 2019 Palazzetto dello sport, S. Giovanni in M. | Adolfo Consolini     | 3 - 1 | Pinerolo         | 24-26, 25-18, 25-17, 25-22        |
| 13ª giornata - 22 dicembre 2019 Palestra Magagni, Castelnuovo Rangone     | Montale              | 1 - 3 | Adolfo Consolini | 23-25, 20-25, 25-22, 23-25        |
| 14ª giornata - 26 dicembre 2019 Palazzetto dello sport, S. Giovanni in M. | Adolfo Consolini     | 3 - 0 | Club Italia      | 25-12, 25-20, 25-22               |
| 15ª giornata - 29 dicembre 2019 Palazzetto dello sport, S. Giovanni in M. | Adolfo Consolini     | 2 - 3 | Cutrofiano       | 26-24, 24-26, 31-29, 18-25, 13-15 |
| 16ª giornata - 5 gennaio 2020 PalaScoppa, Soverato                        | Soverato             | 1 - 3 | Adolfo Consolini | 23-25, 19-25, 25-16, 23-25        |
| 17ª giornata - 12 gennaio 2020 Palazzetto dello sport, Martignacco        | Libertas Martignacco | 0 - 3 | Adolfo Consolini | 17-25, 23-25, 17-25               |
| 18ª giornata - 19 gennaio 2020 Palazzetto dello sport, S. Giovanni in M.  | Adolfo Consolini     | 3 - 2 | Hermaea          | 26-24, 21-25, 17-25, 25-21, 15-11 |

#### Pool promozione

##### Girone di andata
| 1ª giornata - 9 febbraio 2020 Palazzetto dello sport, S. Giovanni in M.  | Adolfo Consolini | 2 - 3 | Mondovì          | 25-19, 20-25, 21-25, 26-24, 11-15 |
| 2ª giornata - 16 febbraio 2020 Palazzetto San Luigi, Busto Arsizio       | Futura Giovani   | 3 - 0 | Adolfo Consolini | 25-23, 25-20, 25-23               |
| 3ª giornata - 23 febbraio 2020 Palazzetto dello sport, S. Giovanni in M. | Adolfo Consolini | 3 - 1 | CUS Torino       | 25-19, 25-22, 17-25, 25-18        |
| 4ª giornata - 18 marzo 2020 PalaCosta, Ravenna                           | Olimpia Teodora  | -     | Adolfo Consolini | annullata                         |
| 5ª giornata - 8 marzo 2020 Palazzetto dello sport, S. Giovanni in M.     | Adolfo Consolini | -     | Trentino Rosa    | annullata                         |

##### Girone di ritorno
| 6ª giornata - 15 marzo 2020 PalaManera, Mondovì                       | Mondovì          | - | Adolfo Consolini | annullata |
| 7ª giornata - 22 marzo 2020 Palazzetto dello sport, S. Giovanni in M. | Adolfo Consolini | - | Futura Giovani   | annullata |
| 8ª giornata - 29 marzo 2020 PalaRuffini, Torino                       | CUS Torino       | - | Adolfo Consolini | annullata |
| 9ª giornata - 5 aprile 2020 Palazzetto dello sport, S. Giovanni in M. | Adolfo Consolini | - | Olimpia Teodora  | annullata |
| 10ª giornata - 11 aprile 2020 PalaSanbapolis, Trento                  | Trentino Rosa    | - | Adolfo Consolini | annullata |

### Coppa Italia di Serie A2

#### Fase a eliminazione diretta
| Quarti di finale - 22 gennaio 2020 Palazzetto dello sport, S. Giovanni in M. | Adolfo Consolini | 3 - 0 | Futura Giovani | 25-20, 29-27, 25-18        |
| Semifinali - 26 gennaio 2020 Palazzetto dello sport, S. Giovanni in M.       | Adolfo Consolini | 3 - 1 | Mondovì        | 25-19, 20-25, 26-24, 25-22 |
| Finale - 2 febbraio 2020 PalaPiantanida, Busto Arsizio                       | Adolfo Consolini | 1 - 3 | Trentino Rosa  | 20-25, 19-25, 31-29, 21-25 |

## Statistiche

### Statistiche di squadra
| Competizione             | Punti | In casa | In casa | In casa | In trasferta | In trasferta | In trasferta | Totale | Totale | Totale |
| Competizione             | Punti | G       | V       | P       | G            | V            | P            | G      | V      | P      |
| ------------------------ | ----- | ------- | ------- | ------- | ------------ | ------------ | ------------ | ------ | ------ | ------ |
| Serie A2                 | 54    | 11      | 9       | 2       | 10           | 9            | 1            | 21     | 18     | 3      |
| Coppa Italia di Serie A2 | -     | 2       | 2       | 0       | 0            | 0            | 0            | 3      | 2      | 1      |
| Totale                   | -     | 13      | 11      | 2       | 10           | 9            | 1            | 24     | 20     | 4      |

G = partite giocate; V = partite vinte; P = partite perse